# 不劳动者不得食

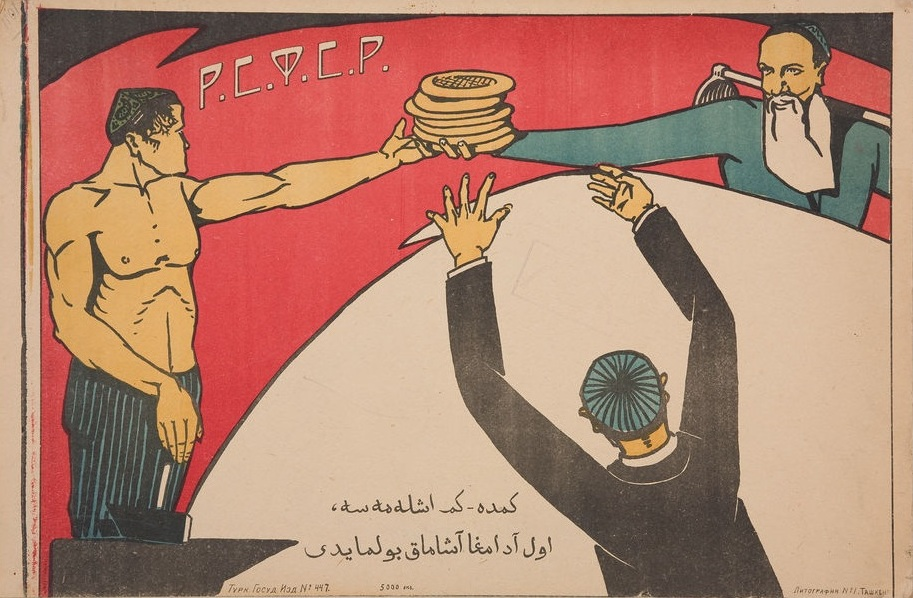
“不劳动者不得食”–1920年摄于乌兹别克的宣传画

“不劳动者不得食”是一句格言，最早出现于圣经新约中。这句话传统上被认为出自扫罗·以利亚之口，后来分别于1600年代初期弗吉尼亚殖民地的詹姆斯敦和1900年代的俄国革命期间被约翰·史密斯和弗拉基米尔·列宁所引用。

## 新约圣经中的记载
这句格言出现于圣经新约帖撒罗尼迦后书 3:10，被认为出自保罗使徒之口（以及息拉和提摩太），其中写道：
eí tis ou thélei ergázesthai mēdè esthiétō
意为：
如果有人不肯做工，就不应当吃饭。——

## 列宁主义
根据弗拉基米尔·列宁的理论，“不劳动者不得食”是社会主义的必然原则，是向共产主义社会演化的初级阶段的重要部分。这句话曾出现在他于1917年完成的著作《国家与革命》中。 列宁通过这句话解释说，在社会主义国家中，只有生产性的个人才能获得消费品。
“不劳动者不得食”这个社会主义原则已经实现了；“对等量劳动给予等量产品”这个社会主义原则也已经实现了。但是，这还不是共产主义，还没有消除对不同等的人的不等量（事实上是不等量的）劳动给予等量产品的“资产阶级权利”。

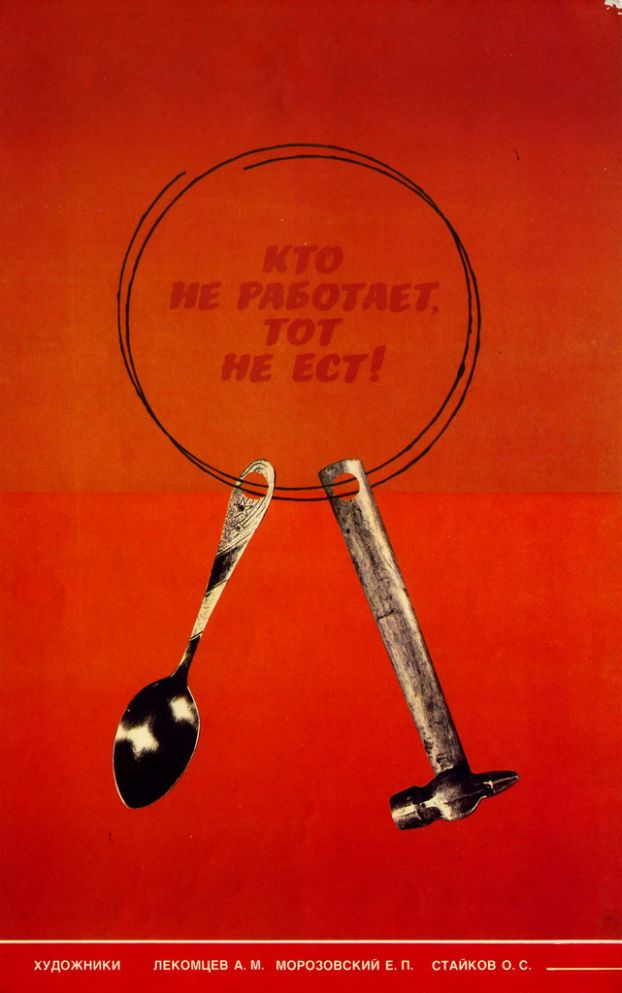
1920年代苏联宣传海报中出现的格言

马克思说，这是一个“弊病”，但在共产主义第一阶段是不可避免的，因为，如果不愿陷入空想主义，那就不能认为，在推翻资本主义之后，人们立即就能学会不要任何权利准则而为社会劳动，况且资本主义的废除不能立即为这种变更创造经济前提。
 — 列宁（出自《共产主义社会的第一阶段》第五章第三节）， 
在列宁的著作中，该原则主要用于针对布尔乔亚以及“懒汉”。

这句格言被写入了1918年的苏俄宪法以及1936年苏联宪法的第十二条，此外在1975年版《中华人民共和国宪法》第九条、1978年版《中华人民共和国宪法》第十条中也有提及。
第十二条 根据“不劳动者不得食”的原则，劳动是苏联每一个有劳动能力的公民应尽的义务和光荣的事情。在苏联实行“各尽所能，按劳分配”的社会主义原则。
 — 
第九条　国家实行“不劳动者不得食”、“各尽所能、按劳分配”的社会主义原则。国家保护公民的劳动收入、储蓄、房屋和各种生活资料的所有权。

## 唐朝
唐代百丈懷海禪師訂立《百丈清規》， 其中一項是「一日不作，一日不食」，以培養自立更生的習慣，而不是依靠信眾的供養，與早期或南傳佛教以托缽化緣的方式是不一樣的。
https://yinshun-edu.org.tw/zh-hant/node/22583 （页面存档备份，存于）